# 熊本市交通局8500形電車
熊本市交通局8500形電車（くまもとしこうつうきょく8500がたでんしゃ）は、熊本市交通局（熊本市電）に在籍する路面電車車両である。
1985年（昭和60年）と翌年に2両ずつ計4両導入された。1958年（昭和33年）導入の旧型車1200形の機器に、アルナ工機で製造された新造車体を組み合わせた車体更新車である。

## 導入の経緯
熊本市電では、1982年（昭和57年）に1350形以来22年ぶりの新造車として8200形が2両導入された。同形式は広島・長崎に導入された高性能路面電車「軽快電車」をモデルとした車両で、日本で初めてとなるVVVFインバーター制御による交流電動機方式という新機軸を採用する。
この8200形が好評であったことから、熊本市交通局では8200形に準じたデザイン・構造の車体を新造し、これに吊り掛け駆動用としては性能が優れる旧型車のFS-74形台車を組み合わせて、導入費を抑えつつ老朽化した旧型車両を置き換えることとなった。こうして登場したのが車体更新車8500形である。メーカーはアルナ工機で、1985年（昭和60年）3月31日付でまず2両（8501・8502）が竣工、同年4月5日より営業運転に投入された。形式名は導入年にちなむ。さらに翌1986年（昭和61年）12月31日付で2次車2両（8503・8504）も竣工した。8500形に機器を供出した旧型車は1958年（昭和33年）製の1200形（旧200形）で、1次車の種車として1206・1208が、2次車の種車として1202・1209が廃車された。
製造価格は1次車が4010万円、2次車が4050万円で、8200形の6300万円に比して3分の2程度に抑えられた。8500形の導入は計4両で終了し、2次車導入から2年経った1988年（昭和63年）にはVVVF制御採用の新造車8800形が登場した。

## 構造

### 車体

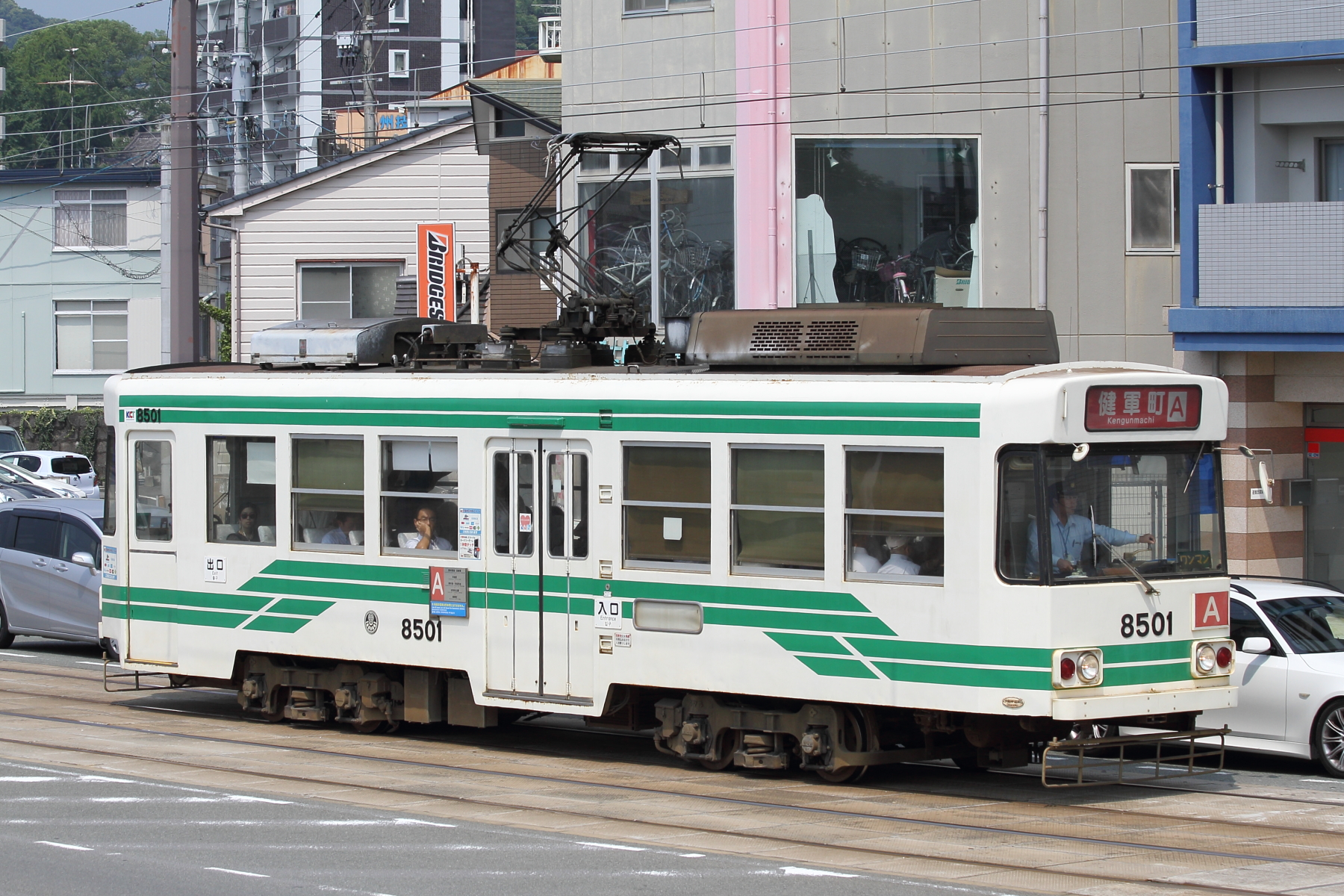
8501号（2015年）
側面方向幕は使用されていない。

本形式は全金属製車体を持つボギー車である。全長は12.80メートル、幅は2.36メートル、高さは車体高さ3.21メートル・パンタグラフ折りたたみ高さ3.85メートル。長さと幅はモデルとなった8200形と同一。車体の構体は一般構造用圧延鋼材のプレス材を用いた溶接構造で、外板・屋根には厚さ1.6ミリメートルの冷間圧延鋼板、床板には厚さ1.0ミリメートルのステンレス鋼製キーストンプレートをそれぞれ用いる。自重は17.0トン。
前面デザインは8200形に準じており、前面窓（運転台窓）は大型化されている。この窓は8200形では固定式であるが、本形式では換気のため正面から見て左側（運転台側から見て右手）の窓が開閉可能となった。窓上にある正面行先表示器が若干下を向く点は8200形と同様だが、角度が異なる。ライト類は窓下にあり、前照灯（内側）と尾灯兼制動灯（外側）を左右に1組ずつ配する。系統表示板は新造時、窓左下に設置されたが、1990年（平成2年）以降窓右下へと移された。
側面ドアは左右非対称の配置であり、進行方向に向かって左側では車体前部と中央部やや後ろ寄り、右側では車体後部と中央部やや前寄りにある。熊本市電では原則として進行方向左手に停留場ホームがあることから、中扉が乗車口、前扉が降車口となる（後乗り前降り）。ドアは中扉が有効幅140センチメートルの両開き折り戸、前扉が有効幅85センチメートルの片開き引き戸。8200形では前扉も折り戸であったが変更された。ドア部分の高さはレール上面50センチメートルで、床面高さが8200形より低い81.5センチメートルとなったことから1段ステップである。
側面窓は、幅1.1メートル・高さ1.0メートルの窓をドア間とその反対側ともに各3枚、片側計6枚配置する。戸袋窓を除き上段下降・下段上昇式の2段窓で、8200形の外はめ式ユニット窓から内はめ式ユニット窓へ変更されている。8200形と異なり連結運転を想定しないことから、中扉の右手にあった車掌台も省略されており、その部分の窓の形状が他と統一された。これに伴って窓下にある側面行先表示器の位置が下がった。また1986年（昭和61年）9月に、中扉左手側にアルミ製の経由地表示板が取り付けられた。
車体塗装は8200形に準ずる、アイボリーに緑の帯を巻いたもので、「軽快さ」と「緑と水の熊本」のイメージを表現しているという。熊本市電では1999年（平成11年）4月に、車体全面を利用した広告電車がフィルムラッピングを用いる方法で10年ぶりに復活した。この際、8503号が復活第1号の広告電車となり、さらに同年末までに4両とも一旦広告電車となった。

### 客室設備

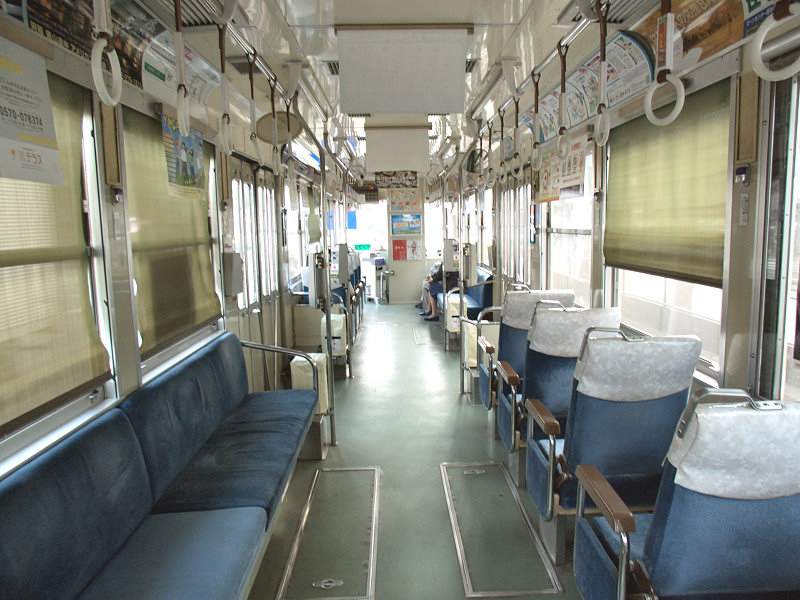
車内の様子（8504号）

車内のうち両端の運転台を除いた客室の長さは10.35メートルである。8200形に比べて運転台を縮小するなどレイアウトが見直されており、定員は8200形より2人多い72人となった。また運転台については車体中心より16.5センチメートル右手にずれており、その分降車口スペースが広くなっている。
客室の座席は8200形と同様のセミクロスシートである。クロスシート部は各ドア間の計2か所で、1人掛け座席をシートピッチ69.0センチメートルにて5脚並べる。クロスシートの自動転換装置を備えており、運転台のスイッチを押すことで自動で転換作業が可能。ロングシート部はクロスシート部の向い側、計2か所の設置で、長さ3.6メートル余りの8人掛け座席である。なお、8501・8502・8504の転換クロスシートは2021年2月に行われたリニューアルによって座席挟み込みによる怪我の防止や乗車スペースの拡張を図るため撤去されている。
車内の冷房吹き出し口はグリル式で、客室に16か所、運転台にも2か所配置されている。なお運転台には冷房のほかラインフローファンの設備もある。暖房装置も新造時から設置する。
新造当時の運賃制度は対距離区間制であった（2007年10月に均一運賃制に復帰）ことから、車内には整理券発行器や運賃表示器が設置されていた。このうち運賃表示器については、2次車では電停名も併記されるものを使用していた。

### 主要機器

#### 台車・主電動機
台車は種車1200形から流用したものを装着する。各車の台車流用元は以下の通り。
- 8501 ← 1206
- 8502 ← 1208
- 8503 ← 1209
- 8504 ← 1202

4両のうち8501 - 8503号の3両は住友金属工業製FS-74形を履く。このFS-74形は熊本市電向けに開発された台車ではあるが、当時住友金属が他の事業者にも広く納入していた、上下の揺れ枕に挟む枕ばねにコイルばねを用い、軸箱支持方式には軸ばね式を採用する、という形態の台車の一つである。8504号のみ近畿車輛製KD-201形という別メーカーの台車を装備するが、要目は同じ。両形式とも軸距は1,400ミリメートル、車輪径は660ミリメートル。
台車設置の基礎ブレーキ装置は片押し式踏面ブレーキを採用し、1台車につき1個、従軸側にブレーキシリンダーを設ける。また本形式の新造に際し空転防止用の砂撒き装置が新設されている。
主電動機は種車1200形から流用された出力38キロワットのSS-50形直流直巻電動機を1両あたり2基搭載する。メーカーはすべて東洋電機製造。駆動装置は種車1200形と同様の吊り掛け駆動方式であり、歯車比も59:14 (4.21) のままで変更はない。

#### 制御器・ブレーキ

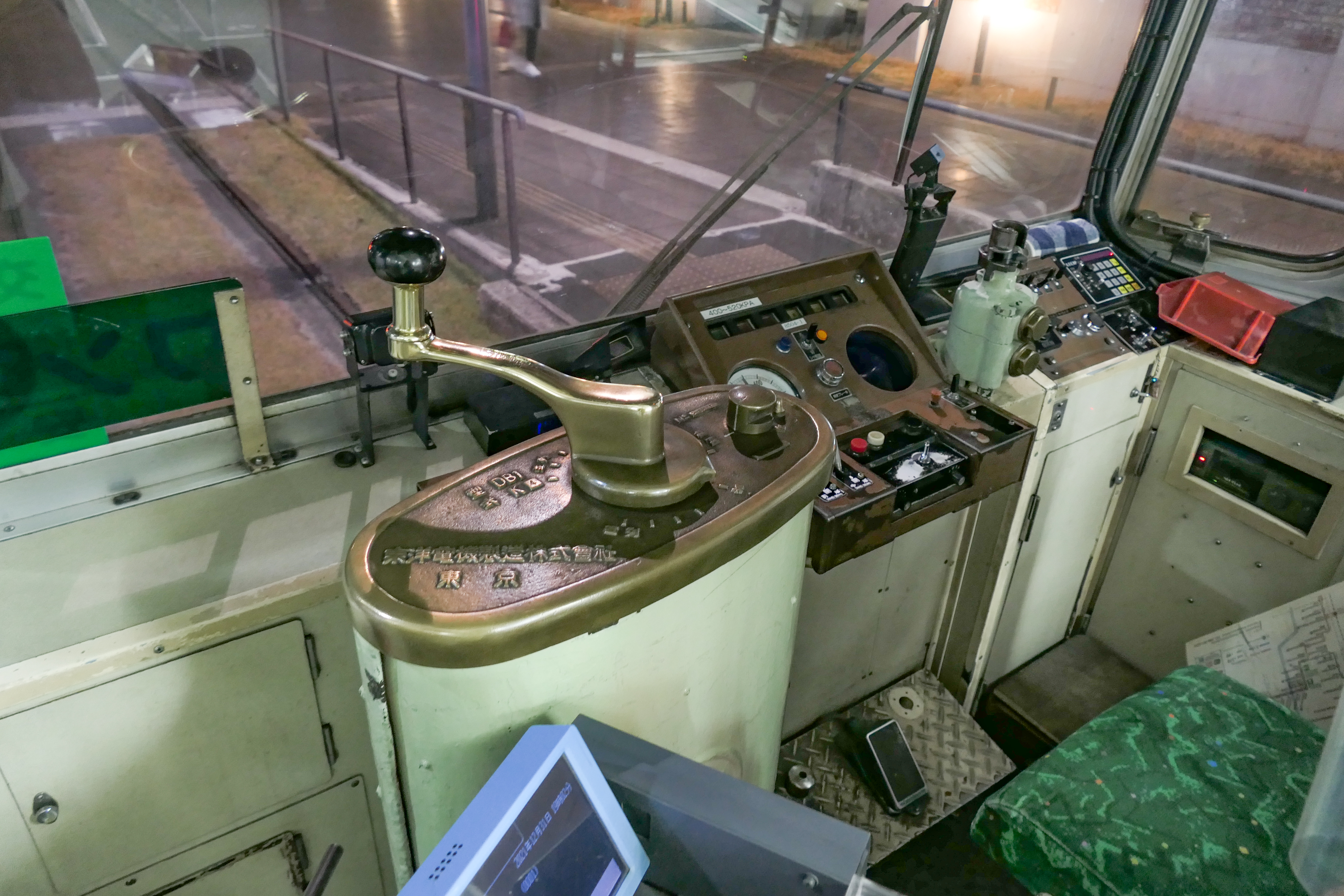
運転台（8504号）

制御装置も種車からの流用品であり、制御器はDB1-K4形直接制御器を備える。メーカーは主電動機と同じ東洋電機製造で、制御方式は直並列組合せ制御、制御器のノッチは直列4ノッチ・並列4ノッチ・電制7ノッチとなっている。
ブレーキ装置はSM3直通ブレーキを搭載。ブレーキ弁はごく一般的なPV-3を用いる。運転台のブレーキ弁や床下の安全弁、電動空気圧縮機は種車からの流用品である。保安ブレーキも設置。ブレーキ装置のメーカーは日本エヤーブレーキ。
上記のように運転台設置の制御器やブレーキ弁は種車からの流用品だが、運転台機器レイアウトは8200形に準ずる。

#### 屋根上装置
冷房装置は屋根上にCU77N形集中式冷房装置を1台設置する。VVVFインバータ制御方式の冷房で、冷房能力は2万1,000キロカロリー毎時 (kcal/h) である。メーカーは三菱電機。8200形や1350形以前の冷房化改造旧型車に設置の冷房装置は直流駆動だが、本形式からインバーター方式に切り替えられた。集電装置を挟んで反対側に補助電源装置 (SIV) を置く。
集電装置はばね上昇・空気下降式のZ型パンタグラフPT110-BZ形を設置。東洋電機製造製で、8200形が設置するものと同系列である。

## 運用と改造

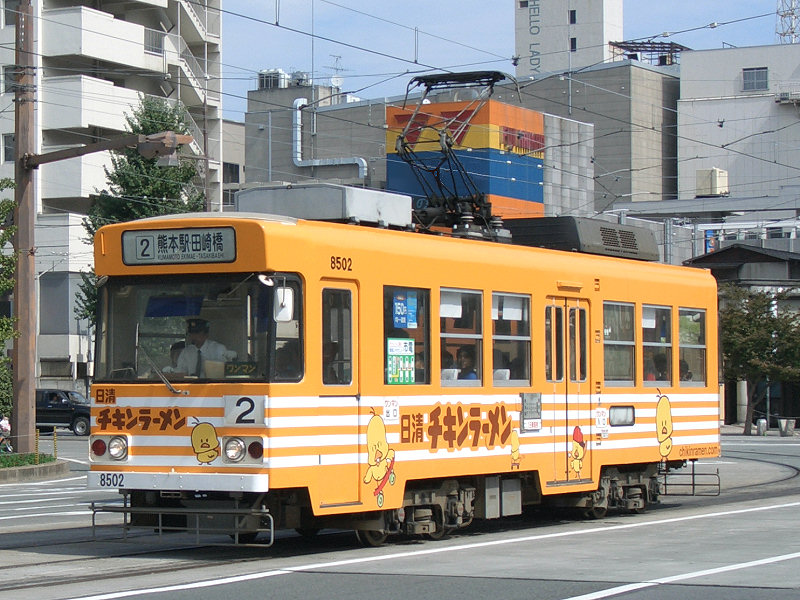
方向幕更新前の8502号（2006年）
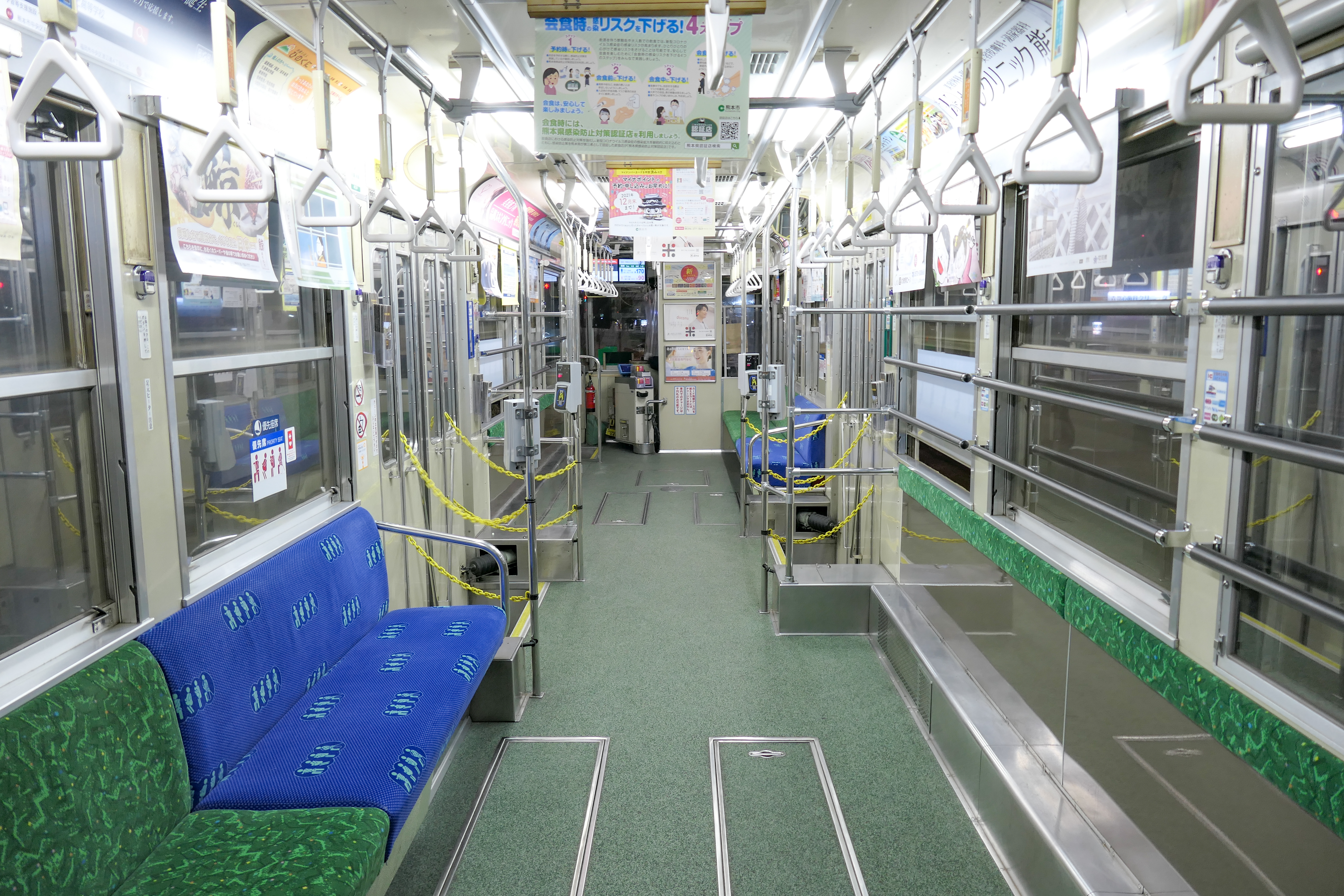
セミクロスシート撤去後の車内（2021年）

8500形は1985年（昭和60年）4月5日より1次車が営業運転に投入された当初から、他の在来車と共通の運用によって運転されており、1997年以降に登場した超低床電車（9700形・0800形）のように固定ダイヤがあるわけではない。
新造後の改造点には、以下のような他形式と共通のものが挙げられる。
- 無線機器設置 - 1991年（平成3年）4月からの列車無線導入に伴う[20]。
- 乗降口へのカードリーダー設置 - 1998年（平成10年）3月からの乗車カード「TO熊カード」導入に伴う[11]。
- 常時記録型ドライブレコーダー設置 - 2010年度（平成22年度）施工[21]。
- 方向幕更新 - 2011年（平成23年）3月の系統名変更ならびにラインカラー設定に伴う。A系統が赤、B系統が青、その他臨時系統が黄色とされ、それぞれ色付き方向幕に変更[15]。
- ICカードリーダー設置 - 2014年（平成26年）3月のICカード乗車券「でんでんnimoca」導入に伴う[22]。
- セミクロスシート撤去・方向幕のフルカラーLED化 - 2021年（令和3年）2月のリニューアルに伴う。使用停止されていた側面行先表示器もフルカラーLED化され復活[14]。改修当初クロスシート跡には座席が無く立席スペースとなっていた[14]が、乗客から苦情が相次いだ為のちにロングシートが設置された。この工事と同時進行で、正面にあった系統板掛けが撤去されている[要出典]。

### インシデント
- 2024年（令和6年）9月2日 - 8501号が新水前寺公園電停を出発した直後にドアが開く事案が発生。国の運輸安全委員会は重大インシデントに認定して調査が行われた[23]。

## 車歴一覧表
| 車両番号 | 竣工           | 製造所     | 現況   | 備考                     |
| -------- | -------------- | ---------- | ------ | ------------------------ |
| 8501     | 1985年3月31日  | アルナ工機 | 稼働中 | 台車は1200形1206より転用 |
| 8502     | 1985年3月31日  | 同上       | 稼働中 | 台車は1200形1208より転用 |
| 8503     | 1986年12月31日 | 同上       | 稼働中 | 台車は1200形1209より転用 |
| 8504     | 1986年12月31日 | 同上       | 稼働中 | 台車は1200形1202より転用 |